# Geometry of Love
Geometry of Love е албум от Жан Мишел Жар, издаден през 2003 от Warner Music. Албумът има много общо с предишния Sessions 2000, но тук електрониката преобладава над джаза. Музиката в Geometry of Love е създадена с цел да бъде фон в заведения. Очакванията компактдискът да се издаде само в 2000 копия не се сбъдват и по-късно след излизането му се пуска на масовия пазар.

## Списък с произведенията
1. Pleasure Principle – 6:15
2. Geometry of Love Part 1 – 3:51
3. Soul Intrusion – 4:45
4. Electric Flesh – 6:01
5. Skin Paradox – 6:17
6. Velvet Road – 5:54
7. Near Djaina – 5:01
8. Geometry of Love Part 2 – 4:06